# キビバイト
キビバイト (kibibyte) とはコンピュータの記憶容量や記憶装置の大きさをあらわす情報の単位の一つ。KiBと略記する。
1 KiB = 210 B = 1,024 B
210を表す1,024バイトを表す言葉である。情報の最小単位ビットのような0か1といった二択がそうであるように、コンピュータの容量は二進法や2の累乗の方が表示しやすい。しかし本来SI接頭語であり103を表すキロを使ったキロバイトは1,000バイトの意である。このためIECが決めた2進接頭辞を用いキビバイトとしている。この呼び名を推奨している。kibibyteとは a contraction of kilo binary byte のことである。1キビバイトを1,000バイトという意味に使うと誤りとなる。